# Warlord (Yung Lean)
| Recensione     | Giudizio |
| -------------- | -------- |
| Crack Magazine | 5/10     |
| HipHopDX       |          |
| Tiny Mix Tapes |          |

Warlord è il secondo album in studio del rapper svedese Yung Lean, pubblicato il 25 febbraio 2016 dall'etichetta discografica YEAR0001. L'album è stato registrato lungo tutto il 2015, tra Miami Beach e Stoccolma. Un'edizione deluxe dell'album è stata successivamente pubblicata il 28 aprile seguente.

## Tracce
1. Immortal – 2:28 (musica: Yung  Gud)
2. Highway Patrol (feat. Bladee) – 3:33 (musica: Yung Sherman, Yung Gud, Mike Dean)
3. Fantasy (feat. Lil Fash) – 3:09 (musica: Yung Sherman, Yung Gud, Karman)
4. Afghanistan – 2:47 (musica: Yung Sherman, Whitearmor)
5. Hoover – 2:39 (musica: Yung Gud)
6. Fire – 3:08 (musica: Whitearmor)
7. Stay Down – 3:13 (musica: Yung Sherman, Yung Gud)
8. Eye Contact – 3:41 (musica: Whitearmor)
9. More Stacks – 3:23 (musica: Yung Sherman, Yung Gud, Mike Dean)
10. AF1s (feat. Ecco2K) – 3:41 (musica: Yung Sherman, Yung Gud)
11. Hocus Pocus (feat. Bladee) – 3:31 (musica: Yung Sherman, Yung Gud)
12. Shawty U Know What It Do – 2:11 (musica: Yung Sherman, Whitearmor)
13. Miami Ultras – 4:24 (musica: Yung Sherman, Yung Gud)

Deluxe Edition
1. Sippin (feat. ManeMane4cgg) – 4:10 (musica: Acea, Woesum)
2. God Only Knows – 3:34 (musica: Woesum)
3. How U Like Me Now? (feat. ThaiBoy Digital) – 3:53 (musica: Yung  Gud)
4. Pearl Fountain – 3:14 (musica: Yung Sherman, Acea)
5. Starts Again – 4:23 (musica: Yung Sherman)
6. Shine – 4:51 (musica: Acea, Woesum)